# Cloto (Camille Claudel)
Cloto o Clotho es una escultura hecha por Camille Claudel de la cual se conocen dos versiones: una realizada en 1893 en yeso y otra versión ya perdida de 1897 en mármol.
En la mitología griega, Cloto es una de las hijas de Zeus, la más joven de las tres parcas que presidían el destino humano. Por eso se interpreta como una personificación del destino. Esta obra resulta conmovedora por la plasticidad de sus formas. Nos enfrentamos a una escultura tremenda y desgarradora, la cual desprende tormento, tristeza y soledad.
Claudel representa a Cloto como una decrépita anciana, con la cabeza sin pelo, ligeramente de lado, las facciones afiladas y los ojos hundidos en unas cuencas marcadas. Esta figura además se encuentra atrapada en sus propias redes.

## Mitología
En la mitología griega, las Moiras eran la representación del destino, (las equivalentes a las parcas de la mitología romana). Cloto era la más joven de estas y se encargaba de hilar las hebras con su rueca. Estas hebras representan la vida humana y sus decisiones representan el destino de todas las personas en la sociedad. 
Cloto aparece en diferentes mitos debido a su condición como una de las tres Moiras, participó en la creación del alfabeto, forzó a la diosa Afrodita a hacer el amor con otros dioses, mató a Tifón con fruta envenenada, persuadió a Zeus para que matara a Asclepio con un rayo, concedió a Admeto la posibilidad de que cuando estuviera a punto de morir se pudiera librar de la muerte si otra persona aceptaba morir en su lugar, predijo el futuro a Altea, madre de Meleagro y ayudó a los dioses en su guerra con los Gigantes, matando a Agrio y a Toante con mazas de bronce.

## Otras versiones
Esta no fue la única vez que Camille Claudel representó a la figura mitológica de Cloto, ya que en 1893 realizó la obra titulada "torso de Cloto", en la que la figura vuelve a ser una decrépita anciana con las cuencas de los ojos vacías, las facciones afiladas, la cabeza sin pelo y la cabeza ligeramente de lado. 